# U-KBS
U-KBS는 KBS가 운영하는 지상파DMB 방송국이며, 모든 방송은 지역 자체없이 수도권 방송 그대로 나간다.

## 채널 구성
| 조합명 | 채널명        | 송출 형식          | 전송 속도    | 운영 방식 | 비고 |
| ------ | ------------- | ------------------ | ------------ | --------- | --- |
| U-KBS  | HD U-KBS STAR | 비디오 채널 (DMB)  | 512kbps      | 자체      | 2020년 1월 1일부터 TV 전체 중계 방송에 U-KBS 로고 표출 중지                                               |
| U-KBS  | U-KBS STAR    | 비디오 채널 (DMB)  | 320kbps      | 자체      | 2020년 1월 1일부터 TV 전체 중계 방송에 U-KBS 로고 표출 중지                                               |
| U-KBS  | U-KBS HEART   | 비디오 채널 (DMB)  | 352kbps      | 자체      | 2020년 1월 1일부터 U-KBS STAR에 이어 2022년 4월 27일과 2022년 6월 27일 TV 전체 중계로 인해 자체 편성 중지 |
| U-KBS  | U-KBS MUSIC   | V-Radio 채널 (DMB) | 128kbps      | 자체      | 2024년 2월 26일부터 쿨FM 로고와 프로그램 캡쳐로 삽입 변경했다. 현재는 자체 편성 중지                      |
| U-KBS  | U-KBS CLOVER  | 데이터 채널        | 128kbps 자체 | 자체      | |

## 비디오 채널
- U-KBS STAR
- U-KBS HEART

### 프로그램
- 생방송 D-라이브 (종영)
- 책 읽는 사람들 (종영)
- 서보배의 출동 노래판 (종영)
- 버터 잉글리쉬 (종영)
- 가애란의 알약톡톡 (종영)
- U-KBS 스페셜 (종영)
- 박은영, 강유정의 무비무비 (종영)
- 서경덕의 국가대표 (종영)
- 엄지인의 시사콜콜 (종영)
- 차정인의 뉴스풀이 (종영)
- 이광용의 옐로우카드 (종영)
- 알약톡톡 2 (종영)
- 차정인의 티타임 (종영)
- 인터뷰선물 (종영)

## 오디오 (V-Radio) 채널
- U-KBS MUSIC

### 프로그램
- 다이나믹 뮤직박스 (종영)
- 재주소년 유상봉의 밤소풍 (종영)
- 요조의 히든트랙 (종영)
- Music Lounge (종영)
- 라디오 플래닛 (종영)
- 더 가까이 이선영입니다 (종영)
- 누군가 어딘가에 (종영)

## 데이터 채널

### U-KBS CLOVER
U-KBS CLOVER는 부가 데이터 서비스, 교통정보, 웹서비스 등 다양한 데이터 서비스를 제공하는 채널이다. 내비게이션에서는 서비스를 제공하고 있다.

## 방송 송출 시설망
| 송신소          | 주파수              | 출력 | 호출부호                          | 송신소 위치                               | 비고        |
| --------------- | ------------------- | ---- | --------------------------------- | ----------------------------------------- | ----------- |
| 관악산 송신소   | CH 12B (207.008MHz) | 2㎾  | HLKA-TDMB                         | 경기 안양시 동안구 비산3동 산3-1          |             |
| 남산 중계소     | CH 12B (207.008MHz) | 2㎾  | -                                 | 서울 용산구 용산동2가 산1-3               |             |
| 불광 중계소     | CH 12B (207.008MHz) | 90W  | -                                 | 경기 고양시 덕양구 용두동 산30-1 (매봉)   |             |
| 감악산 중계소   | CH 12B (207.008MHz) | 2㎾  | -                                 | 경기 파주시 적성면 객현리 산182           |             |
| 파평 중계소     | CH 12B (207.008MHz) | 20W  | -                                 | 경기 파주시 적성면 눌노리 산23-8          |             |
| 포천 중계소     | CH 12B (207.008MHz) | 20W  | -                                 | 경기 포천시 신북면 기지리 산98-5          |             |
| 용문산 중계소   | CH 12B (207.008MHz) | 1㎾  | -                                 | 경기 양평군 옥천면 용천리 산2-1           |             |
| 하점 중계소     | CH 12B (207.008MHz) | 90W  | -                                 | 인천 강화군 별립면 이강리 산173-3         |             |
| 계양산 중계소   | CH 12B (207.008MHz) | 1㎾  | -                                 | 인천 계양구 목상동 산57-1                 |             |
| 만월 중계소     | CH 12B (207.008MHz) | 90W  | -                                 | 인천 남동구 간석3동 산32-1 (만월산)       |             |
| 안산 중계소     | CH 12B (207.008MHz) | 20W  | -                                 | 경기 안산시 상록구 성포동 산40-1 (노적봉) |             |
| 광교산 중계소   | CH 12B (207.008MHz) | 1㎾  | -                                 | 경기 용인시 수지구 고기동 산52            |             |
| 운중 중계소     | CH 12B (207.008MHz) | 20W  | -                                 | 경기 성남시 분당구 운중동 산83            |             |
| 광주 중계소     | CH 12B (207.008MHz) | 90W  | -                                 | 경기 광주시 초월읍 지월리 산35            |             |
| 용인 중계소     | CH 12B (207.008MHz) | 90W  | -                                 | 경기 용인시 처인구 역북동 산3-1           |             |
| 이동 중계소     | CH 12B (207.008MHz) | 90W  | -                                 | 경기 용인시 처인구 이동읍 어비리 산80-1   |             |
| 안성 중계소     | CH 12B (207.008MHz) | 90W  | -                                 | 경기 안성시 당왕동 산26 (비봉산)          |             |
| 대룡산 송신소   | CH 13B (213.008MHz) | 2㎾  | HLKM-TDMB                         | 강원 춘천시 동내면 고은리 산1-2           |             |
| 대암산 중계소   | CH 13B (213.008MHz) | 500W | -                                 | 강원 인제군 서화면 서흥리 산170           |             |
| 백운산 송신소   | CH 13B (213.008MHz) | 2㎾  | -                                 | 강원 원주시 판부면 서곡리 산166           |             |
| 태기산 중계소   | CH 13B (213.008MHz) | 2㎾  | -                                 | 강원 횡성군 둔내면 태기리 산1-5           |             |
| 괘방산 송신소   | CH 13B (213.008MHz) | 2㎾  | -                                 | 강원 강릉시 강동면 정동진리 산19-1        |             |
| 속초 중계소     | CH 13B (213.008MHz) | 90W  | -                                 | 강원 속초시 도문동 산321                  |             |
| 초록봉 중계소   | CH 13B (213.008MHz) | 1㎾  | -                                 | 강원 동해시 비천동 5-1                    |             |
| 함백산 중계소   | CH 13B (213.008MHz) | 2㎾  | -                                 | 강원 태백시 상장동 산176-1                |             |
| 식장산 송신소   | CH 11B (201.008MHz) | 2㎾  | HLKI-TDMB                         | 대전 동구 낭월동 300                      |             |
| 계룡산 중계소   | CH 11B (201.008MHz) | 2㎾  | -                                 | 충남 계룡시 신도안면 부남리 산11-5        |             |
| 우암산 송신소   | CH 11B (201.008MHz) | 2㎾  | -                                 | 충북 청주시 상당구 수동 산2-1             |             |
| 금적산 중계소   | CH 11B (201.008MHz) | 90W  | -                                 | 충북 보은군 삼승면 서원리 산52-2          |             |
| 영동 중계소     | CH 11B (201.008MHz) | 90W  | -                                 | 충북 영동군 영동읍 회동리 산10            |             |
| 황간 중계소     | CH 11B (201.008MHz) | 90W  | -                                 | 충북 영동군 매곡면 노천리 산3-17          |             |
| 옥마산 중계소   | CH 11B (201.008MHz) | 90W  | -                                 | 충남 보령시 성주면 개화리 산23-4          |             |
| 흑성산 중계소   | CH 11B (201.008MHz) | 1㎾  | -                                 | 충남 천안시 동남구 목천읍 교촌리 산32-4   |             |
| 원효봉 중계소   | CH 11B (201.008MHz) | 1㎾  | -                                 | 충남 서산시 해미면 산수리 산25-1          |             |
| 가엽산 송신소   | CH 11B (201.008MHz) | 2㎾  | -                                 | 충북 음성군 음성읍 용산리 산11-4          |             |
| 용두산 중계소   | CH 11B (201.008MHz) | 90W  | -                                 | 충북 제천시 신월동 산39-30                |             |
| 단양 중계소     | CH 11B (201.008MHz) | 90W  | -                                 | 충북 단양군 적성면 상리 산86-2 (금수산)   |             |
| 모악산 송신소   | CH 12B (207.008MHz) | 2㎾  |                                   | 전북 김제시 금산면 금산리 산1             |             |
| 적상산 중계소   | CH 12B (207.008MHz) | 90W  | 전북 무주군 적상면 괴목리 산184   |                                           |             |
| 노고단 중계소   | CH 12B (207.008MHz) | 2㎾  | 전남 구례군 산동면 좌사리 산110-2 |                                           |             |
| 무등산 송신소   | CH 8B (183.008MHz)  | 2㎾  | HLKH-TDMB                         | 광주 동구 용연동 산354-4                  |             |
| 영광 중계소     | CH 8B (183.008MHz)  | 90W  | -                                 | 전남 영광군 영광읍 도동리 산3-6 물퇴봉    | [ 1 ] [ 2 ] |
| 대둔산 송신소   | CH 8B (183.008MHz)  | 2㎾  | -                                 | 전남 해남군 현산면 황산리 산1-16          |             |
| 양을산 중계소   | CH 8B (183.008MHz)  | 90W  | -                                 | 전남 목포시 상동 산55-12                  |             |
| 망운산 송신소   | CH 7B (177.008MHz)  | 2㎾  | -                                 | 경남 남해군 서면 연죽리 산38              |             |
| 구봉산 중계소   | CH 7B (177.008MHz)  | 90W  | -                                 | 전남 여수시 여서동 산163-3                |             |
| 남산 중계소     | CH 7B (177.008MHz)  | 90W  | -                                 | 전남 순천시 덕월동 1198-1                 |             |
| 팔공산 송신소   | CH 7B (177.008MHz)  | 2㎾  | HLKG-TDMB                         | 대구 동구 용수동 산1                      |             |
| 앞산 중계소     | CH 7B (177.008MHz)  | 90W  | -                                 | 대구 남구 대명9동 산227-1                 |             |
| 구미 중계소     | CH 7B (177.008MHz)  | 90W  | -                                 | 경북 구미시 남통동 산94                   |             |
| 김천 중계소     | CH 7B (177.008MHz)  | 90W  | -                                 | 경북 김천시 신음동 산92 (달봉산)          | [ 3 ]       |
| 학가산 송신소   | CH 9B (189.008MHz)  | 2㎾  | -                                 | 경북 안동시 북후면 신전리 산69            |             |
| 일월산 중계소   | CH 9B (189.008MHz)  | 2㎾  | -                                 | 경북 영양군 청기면 당리 산118             |             |
| 경주 중계소     | CH 7B (177.008MHz)  | 90W  | -                                 | 경북 경주시 건천읍 화천리 산14            |             |
| 조항산 송신소   | CH 7B (177.008MHz)  | 2㎾  | -                                 | 경북 포항시 남구 동해면 석리 산94-1       |             |
| 울진 중계소     | CH 7B (177.008MHz)  | 90W  | -                                 | 경북 울진군 원남면 덕신리 산10            |             |
| 울릉 중계소     | CH 7B (177.008MHz)  | 100W | -                                 | 경북 울릉군 울릉읍 사동리 산29-1 삼각산   |             |
| 독도 중계소     | CH 7B (177.008MHz)  | 50W  | -                                 | 경북 울릉군 울릉읍 독도리 1               |             |
| 황령산 송신소   | CH 12B (207.008MHz) | 2㎾  | HLKB-TDMB                         | 부산 부산진구 전포1동 산50-1              |             |
| 녹산 중계소     | CH 12B (207.008MHz) | 90W  | -                                 | 부산 강서구 생곡동 산10-3                 |             |
| 양산 중계소     | CH 12B (207.008MHz) | 90W  | -                                 | 경남 양산시 북정동 산39-1                 |             |
| 기장 중계소     | CH 12B (207.008MHz) | 90W  | -                                 | 부산 기장군 일광읍 횡계리 산28-1          |             |
| 무룡산 송신소   | CH 12B (207.008MHz) | 2㎾  | -                                 | 울산 북구 화봉동 산1-3                    |             |
| 문수산 중계소   | CH 12B (207.008MHz) | 90W  | -                                 | 울산 울주군 청량읍 율리 산339             |             |
| 연화산 중계소   | CH 12B (207.008MHz) | 90W  | -                                 | 울산 울주군 두동면 은편리 산51-3          |             |
| 미포 중계소     | CH 12B (207.008MHz) | 90W  | -                                 | 울산 동구 동부동 산190                    | [ 4 ]       |
| 불모산 송신소   | CH 12B (207.008MHz) | 2㎾  | -                                 | 경남 창원시 성산구 천선동 산213-8         |             |
| 진례 중계소     | CH 12B (207.008MHz) | 90W  | -                                 | 경남 김해시 진영읍 하계리 산123-12        |             |
| 함안 중계소     | CH 12B (207.008MHz) | 90W  | -                                 | 경남 함안군 산인면 모곡리 산83-1          |             |
| 장군대산 송신소 | CH 9B (189.008MHz)  | 2㎾  | -                                 | 경남 진주시 문산읍 상문리 325-4           |             |
| 감악산 중계소   | CH 9B (189.008MHz)  | 2㎾  | -                                 | 경남 거창군 남상면 무촌리 산13            |             |
| 삼천포 중계소   | CH 9B (189.008MHz)  | 90W  | -                                 | 경남 사천시 실안동 산170-1 (각산)         |             |
| 견월악 송신소   | CH 13B (213.008MHz) | 1㎾  | HLKS-TDMB                         | 제주 제주시 봉개동 산78-1                 |             |
| 금악 중계소     | CH 13B (213.008MHz) | 90W  | -                                 | 제주 제주시 한림읍 금악리 산1-2           |             |
| 광해악 중계소   | CH 13B (213.008MHz) | 90W  | -                                 | 제주 서귀포시 안덕면 서광리 937           |             |
| 삼매봉 중계소   | CH 8B (183.008MHz)  | 1㎾  | -                                 | 제주 서귀포시 서홍동 822-1                |             |

## 관련 보기
- 한국방송공사
- 대한민국의 지상파DMB